# グルコースデヒドロゲナーゼ (受容体)
グルコースデヒドロゲナーゼ (受容体)（glucose dehydrogenase (acceptor)）は、ペントースリン酸経路を構成する酵素の一つで、次の化学反応を触媒する酸化還元酵素である。
D-グルコース + 受容体 {\displaystyle \rightleftharpoons } D-グルコノ-1,5-ラクトン + 還元型受容体
反応式の通り、この酵素の基質はD-グルコースと受容体、生成物はD-グルコノ-1,5-ラクトンと還元受容体である。補因子としてFADを用いる。
組織名はD-glucose:acceptor 1-oxidoreductaseで、別名にglucose dehydrogenase (Aspergillus), glucose dehydrogenase (decarboxylating), D-glucose:(acceptor) 1-oxidoreductaseがある。